# 曹興誠
曹興誠（1947年2月24日—），台灣企業家，聯華電子創辦人、政治人物。私人生活中亦是一位藝術鑑賞家及古董收藏家，別號八不居士。

## 生平

### 早年
曹興誠生於北平，一歲半時隨父母到台灣，其父來台後曾於台中縣清水高級中學任教中文及歷史等學科。臺灣省立清水中學（現臺中市立清水高級中等學校）初中部畢業、臺北市立建國中學畢業、臺灣大學電機系學士，交通大學管理科學研究所碩士。1974年，進入時任經濟部長的孫運璿所推動的財團法人工業技術研究院。

### 投入半導體產業
1976年，工研院與美國無線電公司（RCA）簽訂技術移轉授權合約，加入RCA計畫，曹興誠等人遂前往美國學習半導體之生產技術。1980年，台灣第一家積體電路公司聯華電子成立，曹興誠轉任聯華電子副總經理，進而接任總經理、董事長。後來，聯華電子在一連串的發展與併購後，成為世界第二大晶圓代工廠，常被拿來與世界第一大的臺積電比較；而曹與臺積電的董事長張忠謀也被稱為臺灣半導體雙雄，兩人之間存在「瑜亮情結」。

### 投資中國大陸
1990年代，曹興誠主導的聯電產生前往中國大陆生產的想法。當時聯電總經理宣明智曾帶團到大陆，推廣IC設計技術。並在2001年在蘇州投資成立和艦科技。然而因外界質疑聯電是和艦背後的真正投資者，和艦董事長徐建華被拘，有一整年時間，只能每天靠電話會議跟團隊開會，聯電更陷入長達9年的訴訟。之後因馬英九政府開放八吋晶圓廠登陸大陆，和艦才得以在2013年合法併入聯電。經歷18年的努力，和艦2018年獲利3億多台幣，占聯電獲利約一成五。和艦一年在中國大陸賺了3億多元，但聯電在中國虧的更多，2014年，聯電和大陆政府合作成立廈門聯芯，在廈門設立12吋廠生產40和28奈米晶片，聯芯從動工到量產只花了20個月。根據聯電年報，2021年和艦盈利約57億新台幣，但聯芯仍虧損新台幣近16億元。
2005年，聯電因為違反陳水扁政府的中國大陆投資規定間接投資和艦科技而遭到新竹地檢署搜索，並被控以背信罪及違反《商業會計法》，曹興誠也因而辭去聯電董事長職務。此案在臺灣高等法院更一審後仍判無罪確定。

### 退休後

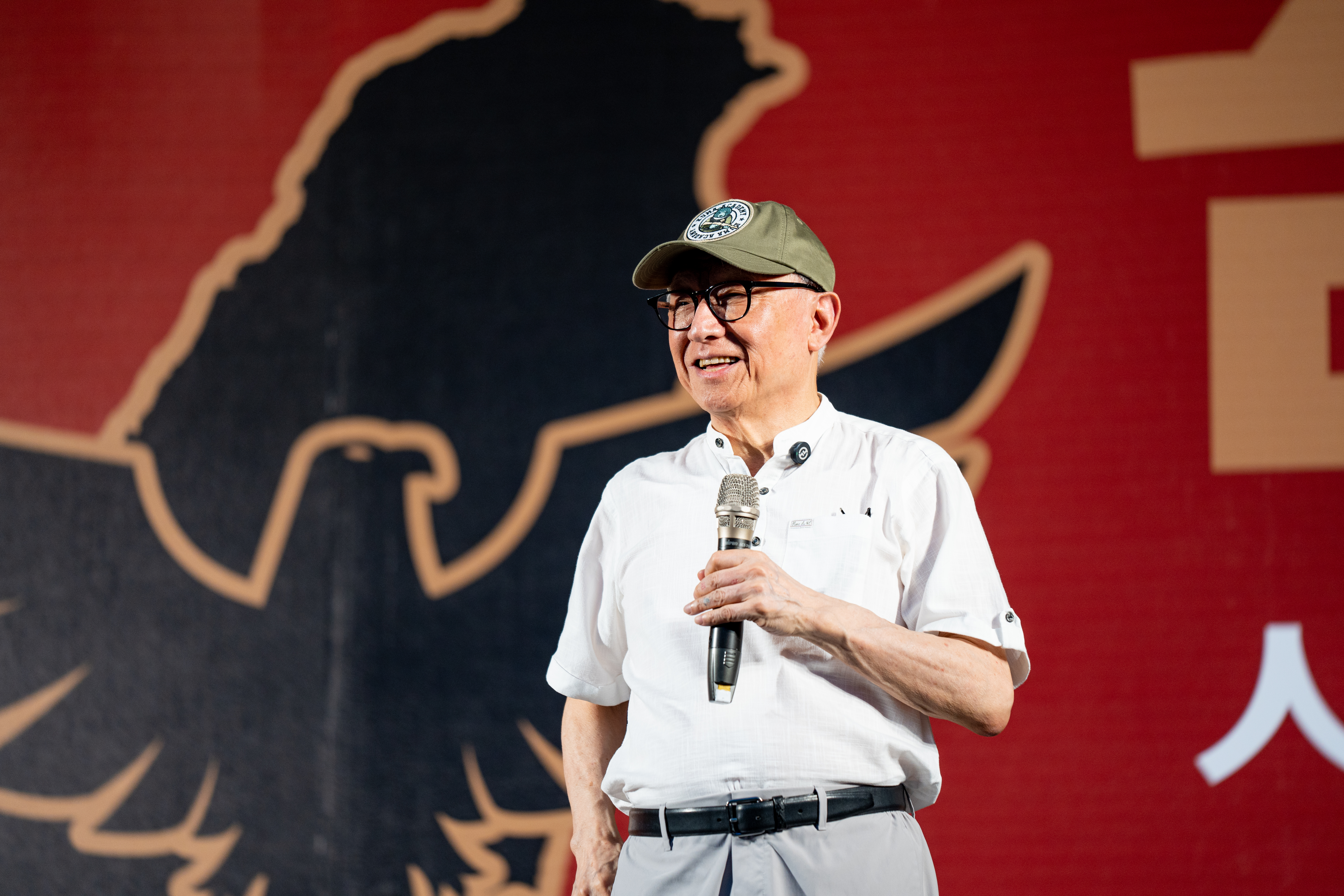
2025年4月19日，曹興誠參與「拒絕統戰，守護台灣」大會。

2011年1月，曹興誠因和艦案訴訟以及新加坡政府的大力邀請，正式申請入籍新加坡，並宣布放棄中華民國國籍。2020年2月，曹興誠接受《財訊》雜誌發表對台灣海峽兩岸半導體發展的看法，對此曹興誠表示，「如果能重來，我希望我們沒有到大陸協助設廠。」對聯電協助中國蘇州和艦設廠一事，表示悔不當初。2020年12月15日，曹興誠及張忠謀共同出席新竹科學園區歡慶成立40週年活動，互為競爭者的兩人，退休後握手言歡。
2022年8月26日，曹興誠身穿防彈衣出席自由亞洲電台節目，並公布已重新申請中華民國國籍；同月30日獲准、核發身分證。
2024年9月，擔任總統府全社會防衛韌性委員會顧問。
2024年10月14日，中共中央台灣工作辦公室宣佈一波「台獨」頑固分子清單予以制裁，曹興誠是其中之一。曹兴诚则对此表示，将對国台办主任宋涛及发言人陈斌华提起诉讼。
2025年2月，擔任「剷除黑芯」罷免立委徐巧芯領銜人。矢板明夫倡曹興誠與徐巧芯進行公開辯論。曹興誠已確定參與活動，初步約定辯論時間在2月下旬至3月上旬，具體地點則由徐巧芯選擇。
2025年3月26日，中共中央台灣工作辦公室官網開設「『台獨』打手、幫凶迫害台灣同胞惡劣行徑舉報專欄」。隨後表示已收到323封舉報郵件，公開遭舉報的11人名單，包含曹興誠等人。
2025年6月26日，請辭總統府全社會防衛韌性委員會顧問。

## 观点
早年曹興誠被視為穿梭臺海兩岸的成功工商人物代表，據信曾多次以民間人士身分為兩岸交涉居間協調、引薦，並曾因致力提倡「統一公投」構想而被視為統派、親中派。2007年建國廣場負責人傅雲欽即指出，統派的曹興誠主張從臺海兩岸「事實上（de facto）獨立、法理上（de jure）統一」的現狀基礎上，以統一公投進一步謀求事實上的統一，變成「純正的統一（法理上統一＋事實上統一）」，使臺灣「合併於中國，如同香港」。2008年中華民國總統選舉前夕，曹興誠曾刊登報紙廣告提倡自己的「兩岸和平共處法」，指「台灣不應舉辦獨立公投；台灣不排斥統一，但統一須經全民公投」，引起時任中華民國總統陳水扁痛批為「台灣投降法」、「生意人操弄政治」、「連天上聖母都不會原諒」；曹興誠則刊登廣告、架設部落格發文，指陳水扁操弄台獨議題。
2019年12月25日，曹興誠在台北市信民兩岸研究協會演講時一反親大陸的表態，公開抨擊九二共識。曹興誠先以香港「反送中」為例說，香港行政長官林鄭月娥將香港人對逃犯條例的疑懼與反抗定調為「暴亂」，就是「胡說八道」。「這一胡說八道，大陸方面排山倒海地罵港獨、分裂國土」，接著就是香港警察對學生的暴力鎮壓。曹興誠並指出，支持武統論的解放军將領就是相信「台灣自古以來就是中國的領土」的「胡說八道」，才會認為「收回領土」是天職。曹興誠表示，對歷史稍有認識都知道，在明末以前「台灣跟中國一點毛關係都沒有」，曾經控制台灣的清朝更不是「中國」政權。隨後曹興誠話鋒一轉，直指前國安會秘書長蘇起提出的「九二共識，一中各表」邏輯不通，也是「胡說八道」。「大陸怎麼會同意你一中可以各表，那就變成兩個中國，大陸不會同意，那怎麼會有共識呢」，「一個胡說八道的東西，你說兩岸會有共識？」至於領土問題何解，曹興誠則重申他長期主張的兩岸問題解方「統一公投」，即：中國大陸若想兩岸統一，「可以，你提出方法，我給你辦個公民投票，公投過了就統一；公投不過，對不起，我們老闆（台灣人民）不同意，你改改條件下次再來」。
2022年3月21日，曹興誠透過民主進步黨立法院黨團總召集人柯建銘的LINE媒體群組發文〈保衛中華民國，需要兩國論〉，稱保衛中華民國需要兩國論，「如果世界承認中華民國是獨立的國家，大陸對台灣動武即屬侵略行為，世界各地即可支援台灣、制裁中共」，「自1999年兩國論提出至今，中共從不敢越台海雷池一步」。
2022年8月5日，曹興誠在解放軍圍台演習第二天召開記者會，表示「中共的心態和本質，就是地痞流氓；中華人民共和國是一個仿冒成國家形式的黑社會組織」，認為現在台灣國防的弱點，不在武器裝備，而在認知和士氣方面的不足，並宣布捐出新台幣30億元，以資助推動國防教育，研究反制中共對台認知作戰等，希望可以喚醒大家在認知戰、心理戰和輿論戰等方面加強戰備。事件發酵後，聯電領導層大動作斬斷聯繫，說已經撤銷他「榮譽董事長」的頭銜，關於他被一手創辦的公司火速切割，曹興誠聞訊後表示理解，甚至表態也會這樣開除自己，對是否還有關係的提問他稱，他在疫情之前就已經沒有再持有任何股份也不會連累公司，他強調目前將以個人身份從事自由活動。8月8日，曹興誠著防彈衣、頭戴鋼盔上節目宣揚兩國論，再次指出九二共識根本自相矛盾並強調，若兩岸真的一中，就得有一方消滅另一方才能罷休；上節目時表示，希望看到中國共產黨倒台、看到中國共產黨遭到中華民族的聲討。
2022年9月1日，曹興誠宣布將資助新台幣10億元推動協助防衛的民間勇士加強台灣的防衛力量，一個是要在3年內訓練出300萬名積極協助區域防衛的民間勇士（黑熊勇士），可以和國軍戰士配合；另一個計畫，是盡速訓練出30萬名以上民間的神射手（保鄉神射），這個計畫需要協調軍方、警方和各個縣市政府加上民間組織合力推動，宣示「全民皆兵、抵抗侵略」的決心。
2022年9月26日，曹興誠批評，臺北市市長兼台灣民眾黨主席柯文哲拋出「兩岸一家親」勾搭中共，2022年九合一選舉所有縣市長、縣市議員參選人都必須宣誓「與職位共存亡」。柯文哲諷刺，曹興誠以前都不要台灣，改入新加坡國籍；中間消失很久，2022年個性卻180度轉變，後面一定有原因。柯文哲回批曹興誠，「他每次都講這種很無聊的題目」。
2022年11月27日，曹興誠宣稱，2022年九合一選舉民主進步黨大敗、中國國民黨大勝，擔心會被視為是向國際社會散布「台灣對中共妥協、姑息」的訊息，令人憂心。曹興誠認為，時任中華民國總統蔡英文上任以來，在「民主同盟」的外交上取得了輝煌成就，讓台灣的處境得到國際社會普遍認知和同情，是他此次選舉支持民進黨的主要理由；但他認為，蔡英文政府在司法改革上躊躇觀望、進步緩慢，讓許多人失望，無疑是民進黨敗選原因之一。曹興誠說，這次國民黨以「票投國民黨，兩岸無戰場」口號贏得選戰，他認為這是公然主張放棄國防、率眾投降。命理師江柏樂表示，曹興誠鼓吹兩岸戰爭的言論是民進黨慘敗的主要原因之一，「誰希望兩岸戰爭，根本是腦筋壞了。愛台灣不是嘴巴說說而已，他的說法很讓人擔憂」。
2023年2月4日，國民黨臺北市議員徐巧芯表示，曹興誠一下說要搞統一公投、一下又要反共，一下是中華民國人、一下是新加坡人、中間再爽爽搞個雙重國籍，一下說大手筆要帥氣大捐新臺幣30億元、一下又說要慢慢來，「這種超級多次『反起反倒』的人，在台灣竟然會有人信？我也是醉了」。徐巧芯表示，2022年曹興誠自稱已經是中華民國國籍、放棄新加坡國籍，現在被她拿出的文件打臉，明明是2023年1月才申請通過放棄新加坡國籍；曹興誠的國民身分證上記載是2022年8月30日領證，曹興誠卻在2022年8月8日開始就有一系列表態支持陳時中等民進黨候選人的言論，以「外國人」身分為民進黨助選。

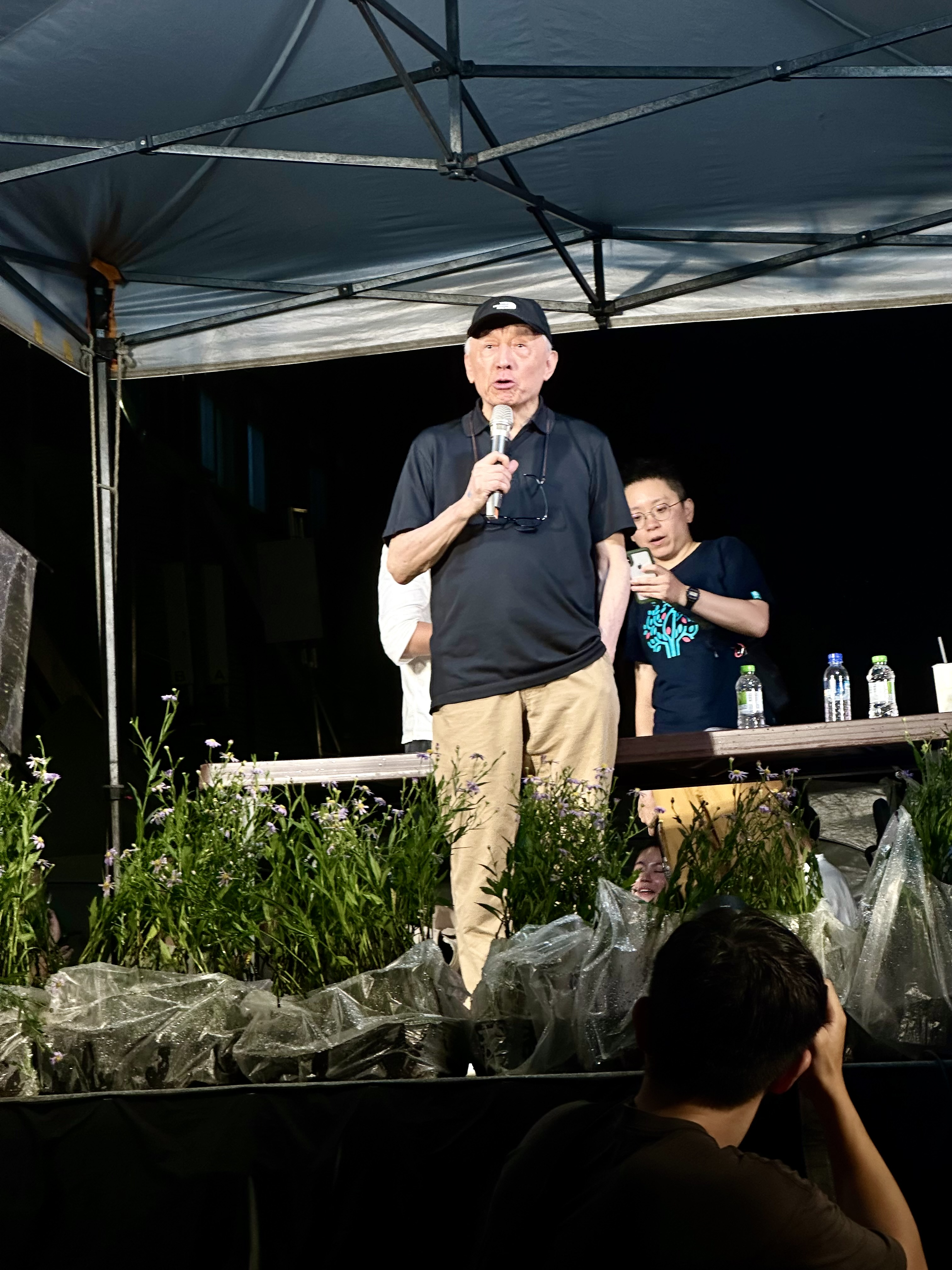
曹興誠於「民主倒退，公民搶救」集会中发表演说

2024年5月21日晚，曹興誠在青鸟运动现场演說時說到「扩权法案是把立法权压着行政权，压着司法权，最后变成立法独大」、「必須堅守陣線不能再退，不然台灣將會變成香港」、「別做中國的走狗」、「不要做破壞民主的幫兇」。
2025年1月7日，前總統陳水扁揭示，曹興誠計畫兑現其於2022年捐贈台幣30億元諾言，用途將聚焦於「認知戰」的戰略部署。其中，將捐助6億新台幣給民防團體「黑熊學院」，預計通過3年時間的培訓，培育出300萬名「黑熊勇士」。
2025年1月20日「卡神」楊蕙如表示，立法院審查中央政府總預算，所有補助黑熊學院與曹興誠相關的預算都應該被砍光光，「為啥國家要出錢給一個『前統派』做個人名聲？曹興誠嘴砲說要捐一億美金，明細拿出來啊？我看到的只有一直在撈國家預算補助而已」。
2025年3月，曹興誠接受專訪時主張將台灣國號改為「台灣共和國」。國民黨立委徐巧芯認為曹興誠主張消滅中華民國，違反中華民國憲法，呼籲行政院長卓榮泰勿雙標，應依法對曹興誠的言論嚴格處置。
2025年7月在大罷免演講中向外界說明站出來罷免的理由，抨擊國民黨立委們在立院的作為是一種「集體犯罪」，支持罷免國民黨不適任任立委。

## 事件

### 翁曉玲指控曹未兌現捐款清大諾言
1995年，時任國立清華大學校長沈君山幫清大募款，聯電董事長曹興誠向沈君山挑戰圍棋，約定輸1子捐1萬元，曹興誠終局輸50目，最終決定以1目捐1萬美金、1美金比30元新臺幣計價，捐款金額共新臺幣1500萬元。
2025年2月，中國國民黨立委翁曉玲指控曹興誠實際未捐款，清大表示沒有相關記錄。曹興誠則回應，當初以支票交付捐款給沈君山，未指定給清大且未過問用途。
清大前校長陳力俊曾在2011年稱清大已確實收到曹興誠捐款，相關內容記錄於書籍和學校網站上。然而，陳力俊在2025年2月改稱，當時因私下談話時曹說有捐，他就在演講時表達感謝，並未查證，不能當成證明，並表示幾年前學校邀曹去演講時就查證過曹未捐款，並非這次風波才查證。
聯電前總經理表示當年捐款的是聯電，而非曹興誠個人。對此，清大校方在2月27日表示不再回應。
曹興誠在3月2日表示，當年和沈君山的約定是請聯電董事會捐款，而非以個人名義捐款，聯電依約捐款後，與清大保持良好關係，並批評翁曉玲造謠和誹謗，是典型的中共鬥爭手法。
根據沈君山在2003年口述，清大確實收到了1500萬的捐款。

## 收藏

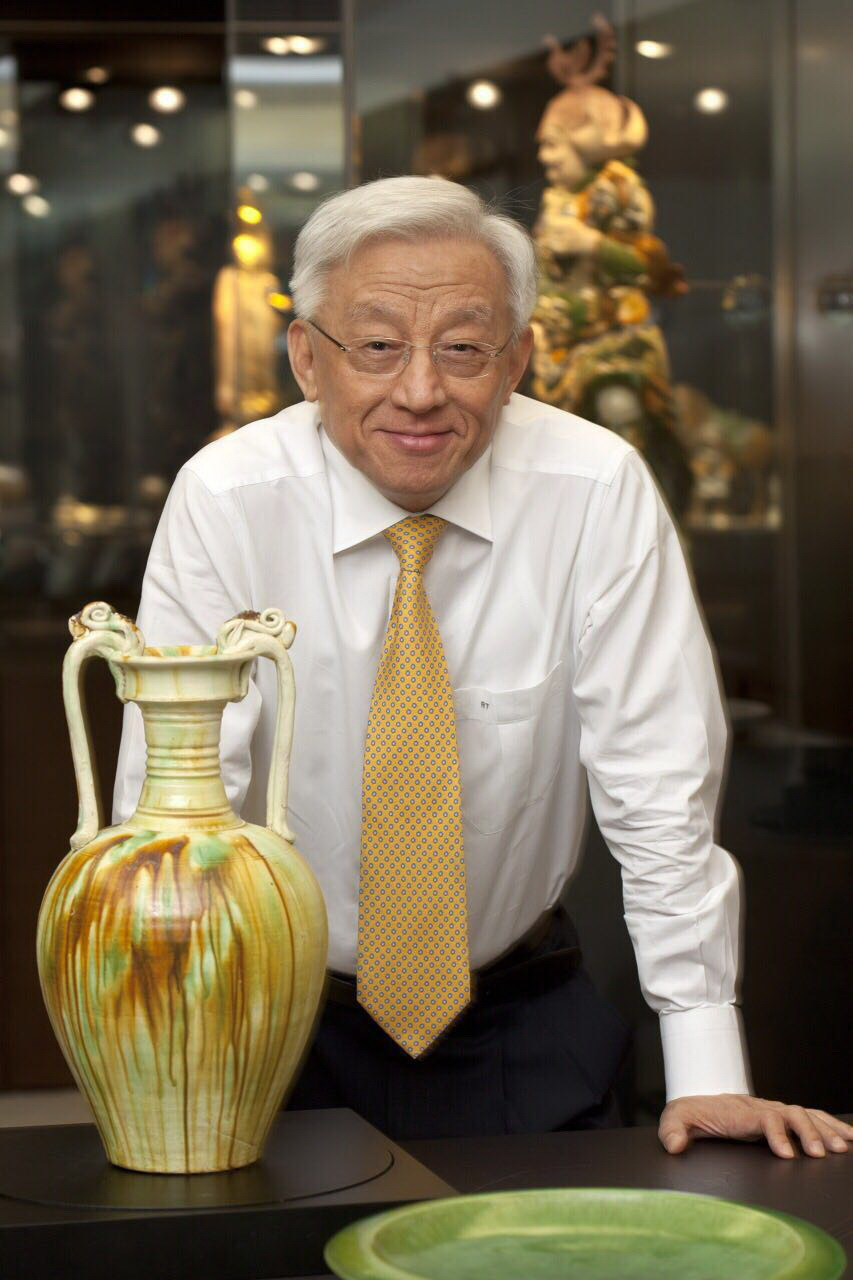
曹興誠與其收藏品。攝於國立陽明交通大學。

2008年，曹興誠將其認為最有意義的收藏「乾隆期料胎琺瑯彩筆筒」以6千5百萬港元拍出，做為籌募汶川地震賑災善款之用。
2017年10月，曹興誠將其所珍藏的「北宋汝窯天青釉洗」於香港蘇富比拍賣會上，經過近三十口叫價，僵持近二十分鐘，最終以2億9,430萬港元拍出，再次刷新中國瓷器拍賣價格在世界上的新紀錄。除了北宋汝窯天青釉洗外，還有曾是「全球最貴瓷器」的五彩魚藻紋蓋罐亦拿出來拍賣，最終以2.14億港元成交。這個五彩魚藻紋蓋罐對於曹來說，還有另一層意義——紀念他的公司成功在紐約掛牌。

## 私人生活
1998年10月31日，台灣士林地方法院判決《美華報導》第378期（1998年1月3日）有關曹興誠與蕭薔及其他演藝界女性的任何報導內容均屬不實，認定本件自訴案成立刑法誹謗罪（判決書文號「士林87年度自字第23號」）。

## 外部連結
- 曹興誠的Facebook專頁
- YouTube上的曹興誠頻道
- 曹興誠的Instagram帳戶
- 曹興誠 八不居士的Line官方帳號
- 曹興誠